# 체험 삶의 현장
《체험 삶의 현장》은 1993년 10월 24일부터 2012년 2월 25일까지 방송된 교양 프로그램이다.

## 기획 의도
함께 부대끼고 땀흘려 일하면서 노동의 대가를 받고 삶의 가치를 일깨워주는 프로그램이다.

## 슬로건
- 정직한 노동 진솔한 땀 대한민국! 스타일꾼의 구슬땀 대행진 체험! 삶의 현장

## 방송 시간
| 방송 채널 | 방송 기간                           | 방송 시간                               |
| --------- | ----------------------------------- | --------------------------------------- |
| KBS 2TV   | 1993년 10월 24일 ~ 1993년 12월 26일 | 매주 일요일 밤 9시 ~ 9시 45분           |
| KBS 2TV   | 1994년 1월 3일 ~ 1994년 12월 26일   | 매주 월요일 저녁 8시 30분 ~ 밤 9시 15분 |
| KBS 2TV   | 1995년 1월 2일 ~ 1996년 2월 26일    | 매주 월요일 저녁 8시 30분 ~ 밤 9시 20분 |
| KBS 2TV   | 1998년 2월 16일 ~ 1998년 6월 8일    | 매주 월요일 저녁 7시 25분 ~ 8시 25분    |
| KBS 2TV   | 1998년 6월 15일 ~ 1998년 10월 5일   | 매주 월요일 저녁 7시 20분 ~ 8시 20분    |
| KBS 2TV   | 1998년 10월 12일 ~ 1999년 4월 26일  | 매주 월요일 저녁 8시 50분 ~ 밤 9시 45분 |
| KBS 2TV   | 1999년 5월 3일 ~ 2000년 4월 24일    | 매주 월요일 저녁 8시 50분 ~ 밤 9시 50분 |
| KBS 2TV   | 2011년 1월 6일 ~ 2011년 6월 30일    | 매주 목요일 저녁 8시 45분 ~ 밤 9시 45분 |
| KBS 2TV   | 2011년 7월 2일 ~ 2011년 9월 21일    | 매주 토요일 아침 7시 30분 ~ 8시 15분    |
| KBS 2TV   | 2011년 10월 1일 ~ 2012년 2월 25일   | 매주 토요일 아침 7시 15분 ~ 8시         |
| KBS 1TV   | 1996년 3월 4일 ~ 1998년 2월 9일     | 매주 월요일 저녁 7시 35분 ~ 8시 30분    |
| KBS 1TV   | 2000년 5월 7일 ~ 2005년 11월 27일   | 매주 일요일 오전 9시 ~ 10시             |
| KBS 1TV   | 2006년 11월 26일 ~ 2010년 12월 26일 | 매주 일요일 오전 9시 ~ 10시             |
| KBS 1TV   | 2005년 12월 4일 ~ 2006년 11월 19일  | 매주 일요일 오전 9시 ~ 9시 55분         |

## 진행자
| 역대 (기수) | 진행자 | 진행자 | 진행 기간                           |
| 역대 (기수) | 남성   | 여성   | 진행 기간                           |
| ----------- | ------ | ------ | ----------------------------------- |
| 제1기       | 조영남 | 이경실 | 1993년 10월 24일 ~ 2000년 4월 24일  |
| 제2기       | 왕종근 | 김미화 | 2000년 5월 7일 ~ 2000년 10월 8일    |
| 제3기       | 이계진 | 최은경 | 2001년 11월 11일 ~ 2002년 3월 31일  |
| 제4기       | 조영남 | 이경실 | 2002년 4월 7일 ~ 2004년 5월 2일     |
| 제5기       | 조영남 | 송은이 | 2004년 5월 9일 ~ 2005년 5월 1일     |
| 제6기       | 이홍렬 | 박주아 | 2005년 5월 8일 ~ 2008년 3월 30일    |
| 제7기       | 이홍렬 | 이지연 | 2008년 4월 6일 ~ 2008년 11월 16일   |
| 제8기       | 김현욱 | 이지연 | 2008년 11월 23일 ~ 2010년 5월 9일   |
| 제9기       | 김현욱 | 박주아 | 2010년 5월 16일 ~ 2010년 10월 3일   |
| 제10기      | 김현욱 | 김솔희 | 2010년 10월 10일 ~ 2010년 12월 26일 |
| 제11기      | 조우종 | 오정연 | 2011년 1월 6일 ~ 2011년 5월 19일    |
| 제12기      | 강성곤 | 김보민 | 2011년 6월 4일 ~ 2011년 11월 5일    |
| 제13기      | 김홍성 | 엄지인 | 2011년 11월 12일 ~ 2012년 2월 25일  |

## 수상 경력
- 제25회(1998년) 한국방송대상 TV교양부문 우수작품상

## 같이 보기
- 일꾼의 탄생 (KBS 1TV)
- VJ특공대 (KBS 2TV)
- 극한 직업 (EBS 1TV)
- 관찰카메라 24시간 (채널A)